# Riverberazione della superficie del mare

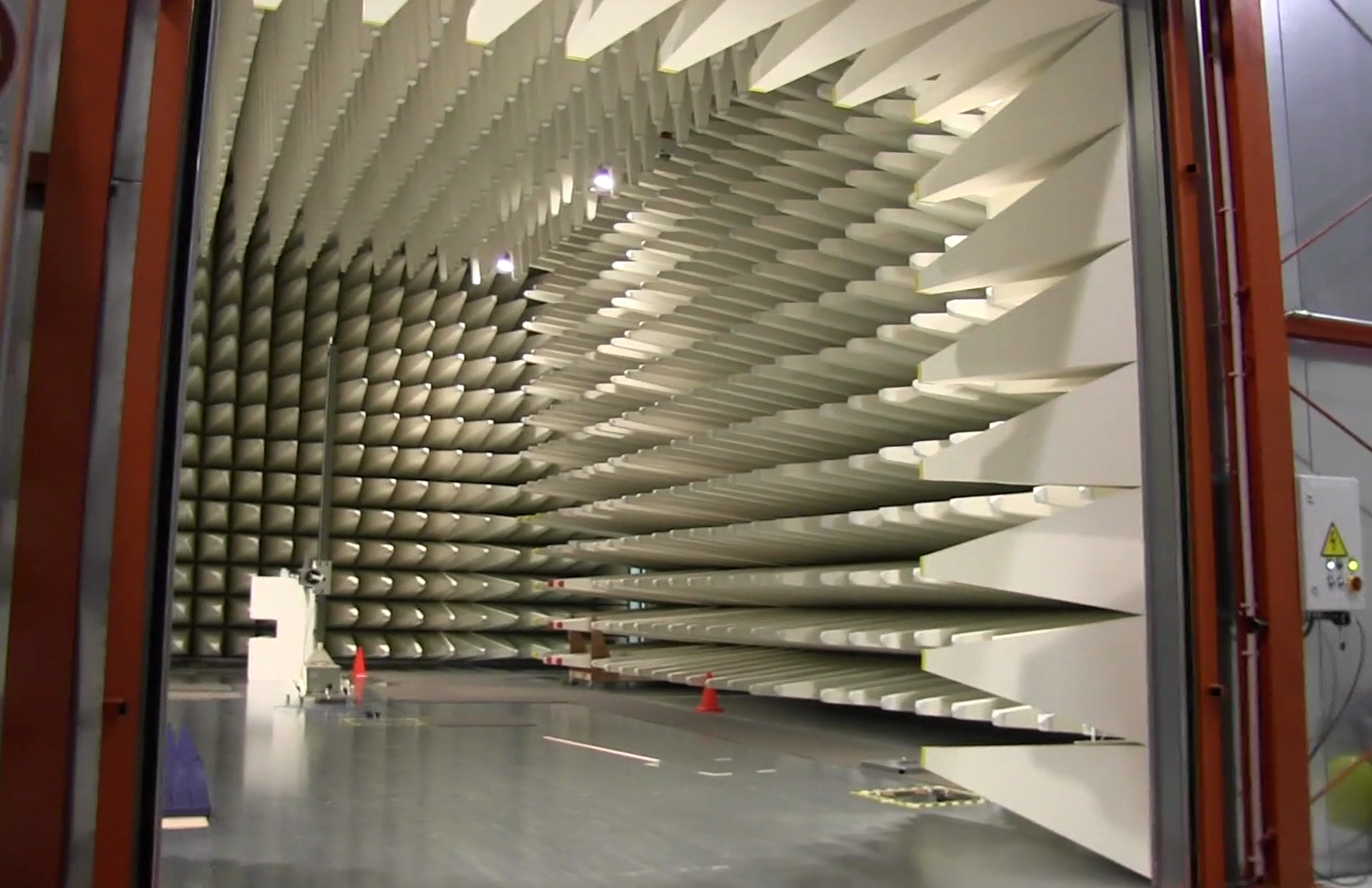
Camera anecoica per studi sulla riverberazione in aria

La riverberazione in mare , fenomeno che accompagna le emissioni acustiche del sonar
generate per l’illuminazione impulsiva dei bersagli, è caratterizzata da tre tipi
particolari:
1. di volume[N 2]
2. di superficie [N 3]
3. di fondo[N 4]

che si manifestano, sia isolatamente, sia contemporaneamente in dipendenza delle caratteristiche dell’ambiente subacqueo.
La riverberazione, in alcuni casi, può ostacolare la scoperta sonar in modalità attiva in quanto può coprire l'eco dei bersagli. 

## Riverberazione di superficie

### Lo svilupparsi del fenomeno

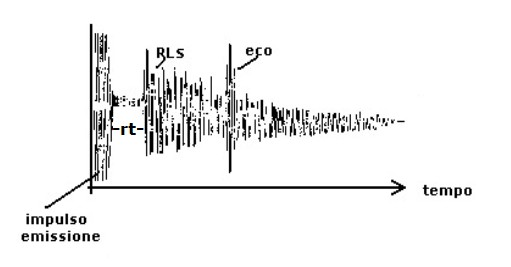
Riverberazione di superficie ed eco del bersaglio causati dall'impulso del sonar

La riverberazione della superficie del mare, che si manifesta in alcuni casi, è oggetto di valutazioni quantitative dipendenti da una ampia fascia di variabili; il fenomeno si genera per la riflessione di una piccola porzione d'energia emessa dal sonar.
Lo sviluppo della riverberazione di superficie, tracciato in figura , si descrive in tre fasi:
-emissione dell'impulso sonar
-dopo un ritardo temporale (rt) dall'emissione dell'impulso sonar si ha la comparsa di energia acustica riverberata dalla superficie del mare, energia indicata con la sigla (RLs) .
-comparsa dell'eco  del bersaglio sulla riverberazione.

### Geometria del campo operativo

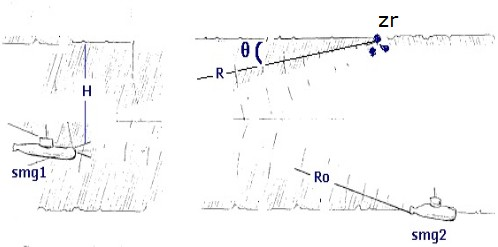
Geometria del campo operativo

La descrizione del fenomeno relativo alla riverberazione di superficie necessita di una geometria che indichi nell'ordine:
-posizione del sottomarino dove vengono generati gli impulsi sonar (smg1) 
-posizione del sottomarino bersaglio (smg2)
-zona di superficie riverberante (zr)
-Ro: la distanza dal tra smg1 e bersaglio
-H: quota di smg1 
-{\displaystyle \theta }: angolo di radenza
-R: distanza tra smg1 e la superficie riverberante

### Formula di calcolo per RLs
Il calcolo dell'andamento della funzione RLs, espressa in {\displaystyle dB/\mu Pa,}  si esegue applicando la formula:
{\displaystyle RLs=SL-40\ Log\ R+Ss+10\ Log\ A}  {\displaystyle \ \ \ \ 1)}
per {\displaystyle A=(c\ t\ R/2)\ \psi } che rappresentante la superficie di mare coagente con l'impulso, il suo logaritmo   {\displaystyle 10\ Log\ A} si scrive:
{\displaystyle 10\ Log\ A=10\ Log\ (c\ t\ R/2)+10\ Log\ \psi \ \ \ } 2)

#### Variabili in gioco
Variabili e loro significato:
-RLs- esprime il livello del rumore di riverberazione di superficie che colpisce la base del sonar, questa variabile acustica, espressa in {\displaystyle dB/\mu Pa} , è frutto di una computazione 
-SL - indica il livello di pressione acustica generato durante l'emissione dell'impulso da parte del sonar; caratteristica dell'apparato espressa in {\displaystyle dB/\mu Pa/\ 1\ m}
-R - è la variabile indipendente che indica la lunghezza del percorso dei raggi acustici in mare; la distanza tra il sonar e la superficie riverberante espressa in metri.
-{\displaystyle \alpha } - è il coefficiente d'assorbimento dell'acqua espresso in {\displaystyle dB\ /km}
-Ss - indica il coefficiente del riverbero della superficie, espresso in {\displaystyle dB}, questo valore, dipendente da numerose variabili, è calcolabile con formule diverse; la formula adottata nel testo è quella di Chapman - Harris illustrata nella sezione successiva.  
-c - velocità media del suono in acqua, circa {\displaystyle 1530\ m/s}.
-t - durata dell'impulso di emissione del sonar espressa in secondi
-{\displaystyle \theta } - angolo di radenza tra la direzione del suono e la superficie, in gradi sessagesimali
-{\displaystyle \psi } angolo in radianti che, in virtù della larghezza del trasduttore di emissione del
sonar, sottende la superficie del mare sollecitata dall'energia acustica.
Per l'angolo in oggetto sono disponibili alcune tabelle nelle quali, in dipendenza della
forma del trasduttore di emissione, è possibile, con alcune approssimazioni, identificare l'espressione relativa alla forma del trasduttore più vicina a quella del sonar in esame
- A - la superficie d'acqua coagente con l'impulso d'emissione.

#### Determinazione di Ss e psi
Dal testo di Urick, la formula empirica per il calcolo di Ss e l'algoritmo per il calcolo di {\displaystyle \psi }:Nodo (unità di misura)
Per Ss la formula citata:
{\displaystyle Ss=3.3\ \beta \ Log\ (\theta /30)-42.4\ Log\ (\beta )+2.6} {\displaystyle \ \ \ \ 3)}
dove:
{\displaystyle \theta } = l'angolo di radenza in gradi sessagesimali
{\displaystyle \beta =158\ (v\ f^{.33})^{-0.58}\ \ \ 4)} in radianti
in cui:
v = velocità del vento espressa in nodi
f = frequenza di emissione in Hz
Per {\displaystyle \psi } una tabella che ne riporta i valori per alcune forme geometriche del trasduttore:

### Esempio di calcolo
Un esempio per lo sviluppo della funzione {\displaystyle RLs} indicata nella 1)

#### 1ª Esposizione dati generali finalizzati all'esempio
-Frequenza d'emissione: {\displaystyle f=4000\ Hz}
-{\displaystyle \lambda =0.38\ :\ c=1530\ m/s}
-Trasduttore cilindrico di emissione/ricezione {\displaystyle d=1\ m}
-Livello di emissione del sonar {\displaystyle SL=220\ dB/\mu Pa/1\ m}
-Durata dell'impulso di emissione: {\displaystyle t=0.01\ s}
-Variabilità della distanza di calcolo: da {\displaystyle R=\ 1\ m\ a\ R=1000\ m}
-Valore del coefficiente di riverbero {\displaystyle Ss} secondo i seguenti dati:
angolo di radenza {\displaystyle \theta =10}°, velocità del vento in nodi {\displaystyle v=5}

#### 2° Calcolo di beta e Ss
secondo la 4) si ha: {\displaystyle \beta =12.7\ rad.}
e secondo la {\displaystyle \ \ \ \ 3)} si ha: {\displaystyle Ss=-64.2\ dB}

#### 3° Determinazione di 10 Log (psi)
Per la variabile {\displaystyle 10\ Log\ \psi } della 2) consideriamo il solo diametro d del trasduttore cilindrico di emissione/ricezione potendolo assimilare, ragionevolmente, ad un trasduttore equivalente di tipo rettilineo di lunghezza {\displaystyle l=d=1\ m}.
In base a questo dato, dalla tabella sopra richiamata che riporta la funzione 
{\displaystyle 10\ Log\ \psi =10\ Log\ [\lambda /(2\ \pi \ l)]+9.2}
,possiamo assumere che per un trasduttore rettilineo valga: {\displaystyle 10\ log\ \psi =-3\ dB}

#### Grafico della funzione RLs

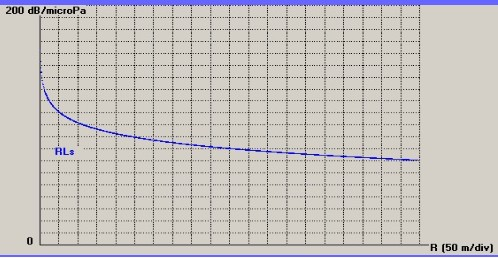
RLs -riverberazione di superficie in funzione della distanza R

Il grafico di RLs,  in funzione di R con le variabili calcolate in precedenza è riportato in figura:
Dalla curva si vede come l'ampiezza della riverberazione di superficie abbia valori molto elevati per distanze brevi per poi decrescere con la distanza fino a ridursi a circa
{\displaystyle 70\ dB\ /\mu Pa\ a\ 1000\ m}
La figura ci dice che il livello della riverberazione di superficie, che torna verso il sonar, è tanto più elevato quanto e vicina la superficie riverberante del mare
Il tempo di ritorno del disturbo non è simultaneo all'emissione dell'impulso dato che questo, prima di colpire la superficie, deve fare un certo percorso R.
Il comportamento della riverberazione di superficie è molto diverso da quella di volume che inizia invece a rendere il disturbo simultaneamente all'emissione dell'impulso; ciò perché le particelle riverberanti del volume sono distribuite in tutta la massa d'acqua mentre la superficie riverberante del mare è lontana dal sonar.

## Effetto sulla ricezione dell'eco

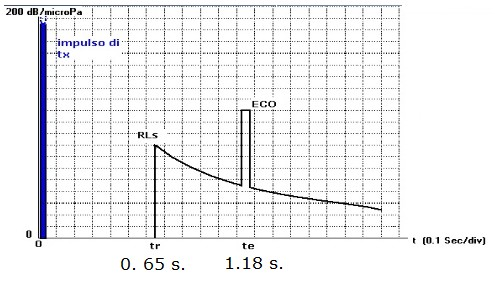
RLs: riverberazione di superficie ed eco in funzione del tempo

Per avere un'idea dell'effetto della riverberazione di superficie sulla ricezione dell'eco è
necessario supporre che "la riverberazione di volume sia assente" e che, ad esempio,
lo scenario operativo possa essere quello mostrato nella 2ª sottosezione della 1ª sezione con le variabili assunte per l'esercizio:
smg1 = battello che emette l'impulso acustico per la scoperta
smg2 = battello bersaglio
{\displaystyle TS} la forza del bersaglio: {\displaystyle TS=10\ dB}
{\displaystyle Ro} la distanza dal bersaglio {\displaystyle Ro=900\ m}
{\displaystyle H} la quota di smg1: {\displaystyle H=87\ m}
{\displaystyle \theta =10}° l'angolo di radenza
{\displaystyle R} la distanza dalla superficie riverberante
{\displaystyle \alpha =0.3\ dB/km\ a\ 4000\ Hz} l'attenuazione per assorbimento 
Assumendo gli stessi valori delle variabili elencate nell'esempio di calcolo della sezione precedente abbiamo: 
-il valore di {\displaystyle R=H/\operatorname {sen} \ \theta =501\ m}
-dalla figura della sottosezione precedente, per {\displaystyle R=501\ m}, si legge il valore di {\displaystyle RLs=80\ dB/\mu Pa}
-il tempo {\displaystyle tr} che intercorre tra l'emissione dell'impulso e l'inizio della ricezione della riverberazione dalla superficie {\displaystyle tr=2\ R/c=0.65\ s}
-il tempo te che intercorre tra l'emissione dell'impulso e la ricezione dell'eco
del bersaglio {\displaystyle te=2\ Ro/c=1.18\ s}
-il livello dell'eco con l'equazione: {\displaystyle EL=SL+TS-40\ Log\ (Ro)-(2\ \alpha \ Ro/1000)=110\ dB/\mu Pa}
In figura si mostrano graficamente gli eventi temporali di cui sopra:
come si vede la riverberazione viene ricevuta dal sonar al tempo {\displaystyle tr=0.65\ s.} dall'emissione dell'impulso e persiste nel tempo fino ad esaurirsi; l'eco del bersaglio viene
invece ricevuto al tempo {\displaystyle te=1.18\ s} e si trova penalizzato dalla presenza della riverberazione in fase di esaurimento.